# Mistrovství světa ve veslování 2006

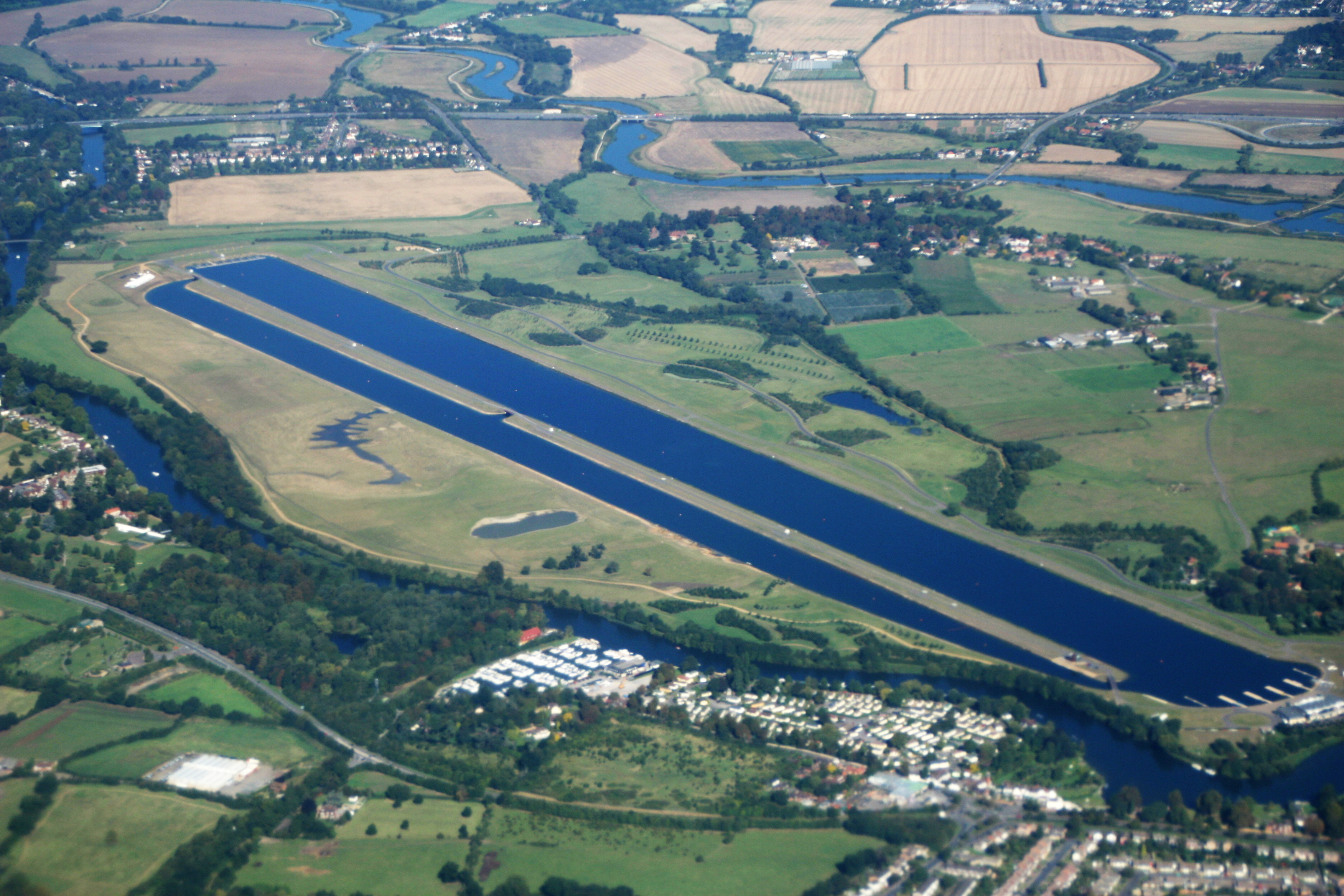
Jezero a veslařský kanál Eton Lake

Mistrovství světa ve veslování 2006 byl v pořadí 35. šampionát konaný mezi 20. a 27. srpnem 2006 na umělém jezeře Eton Lake u anglického Etonu.
Každoroční veslařská regata trvající jeden týden je organizována Mezinárodní veslařskou federací (International Rowing Federation; FISA) obvykle na konci léta severní polokoule. V neolympijských letech představuje mistrovství světa vyvrcholení mezinárodního veslařského kalendáře a v roce, jenž předchází olympijským hrám, představuje jejich hlavní kvalifikační událost. V olympijských letech pak program mistrovství zahrnuje pouze neolympijské disciplíny.

## Medailové pořadí
| Pořadí | Země                | Zlato | Stříbro | Bronz | Celkem |
| ------ | ------------------- | ----- | ------- | ----- | ------ |
| 1      | Německo             | 3     | 7       | 2     | 12     |
| 2      | Austrálie           | 3     | 2       | 1     | 6      |
| 3      | Čína                | 3     | 1       | 0     | 4      |
| 4      | Spojené království  | 3     | 0       | 2     | 5      |
| 5      | Itálie              | 2     | 3       | 1     | 6      |
| 6      | Nový Zéland         | 1     | 2       | 3     | 6      |
| 7      | Francie             | 1     | 1       | 2     | 4      |
| 7      | Kanada              | 1     | 1       | 2     | 4      |
| 9      | Dánsko              | 1     | 1       | 0     | 2      |
| 10     | USA                 | 1     | 0       | 2     | 3      |
| 11     | Nizozemsko          | 1     | 0       | 1     | 2      |
| 12     | Bělorusko           | 1     | 0       | 0     | 1      |
| 12     | Polsko              | 1     | 0       | 1     | 2      |
| 12     | Srbsko a Černá Hora | 1     | 0       | 0     | 1      |
| 15     | Španělsko           | 0     | 2       | 1     | 3      |
| 16     | Česko               | 0     | 1       | 1     | 2      |
| 17     | Ukrajina            | 0     | 1       | 0     | 1      |
| 17     | Slovinsko           | 0     | 1       | 0     | 1      |
| 19     | Estonsko            | 0     | 0       | 1     | 1      |
| 19     | Řecko               | 0     | 0       | 1     | 1      |
| 19     | Irsko               | 0     | 0       | 1     | 1      |
| 19     | Švédsko             | 0     | 0       | 1     | 1      |
| Celkem | Celkem              | 23    | 23      | 23    | 69     |

## Přehled medailí

### Mužské disciplíny
| Disciplína                      | Zlato | Čas     | Stříbro | Čas     | Bronz | Čas     |
| Skif M1x                        | Nový Zéland Mahé Drysdale | 6:35,40 | Německo Marcel Hacker | 6:35,49 | Česko Ondřej Synek | 6:37,51 |
| Dvojskif M2x                    | Francie Jean-Baptiste Macquet Adrien Hardy | 6:07,60 | Slovinsko Luka Špik Iztok Čop | 6:09,79 | Spojené království Matthew Wells Stephen Rowbotham | 6:10,95 |
| Párová čtyřka M4x               | Polsko Konrad Wasielewski Marek Kolbowicz Michał Jeliński Adam Korol                                                                                 | 5:38,99 | Ukrajina Volodymyr Pavlovskyi Dmytro Prokopenko Sergiy Biloushchenko Sergiy Gryn                                                                                       | 5:40,47 | Estonsko Allar Raja Igor Kuzmin Tõnu Endrekson Andrei Jämsä | 5:41,23 |
| Dvojka bez kormidelníka M2-     | Austrálie Drew Ginn Duncan Free | 6:18,00 | Nový Zéland Nathan Twaddle George Bridgewater | 6:19,13 | Kanada Kevin Light Malcolm Howard | 6:21,83 |
| Dvojka s kormidelníkem M2+      | Srbsko a Černá Hora Nikola Stojić Jovan Popović Ivan Ninković (k)                                                                                    | 6:51,27 | Itálie Francesco Gabriele Dario Cerasola Andrea Riva (k) | 6:54,39 | Kanada James Byrnes Derek O'Farrell Brian Price (k) | 6:55,41 |
| Čtyřka bez kormidelníka M4-     | Spojené království Steve Williams Pete Reed Alex Partridge Andrew Triggs Hodge                                                                       | 5:43,75 | Německo Gregor Hauffe Toni Seifert Urs Käufer Philip Adamski | 5:44,64 | Nizozemsko Geert Cirkel Jan-Willem Gabriëls Matthijs Vellenga Gijs Vermeulen                                                                                            | 5:45,54 |
| Čtyřka s kormidelníkem M4+      | Německo Jan-Martin Bröer Matthias Flach Philipp Naruhn Florian Eichner Martin Sauer (k)                                                              | 6:05,77 | Kanada Max Lang Chris Aylard Robert Gibson Will Crothers Stephen Cheng (k)                                                                                             | 6:06,47 | Nový Zéland James Dallinger Steven Cottle Paul Gerritsen Dane Boswell Daniel Quigley (k)                                                                                | 6:07,37 |
| Osma M8+                        | Německo Jörg Dießner Stephan Koltzk Ulf Siemes Jan Tebrügge Sebastian Schulte Thorsten Engelmann Philipp Stüer Bernd Heidicker Peter Thiede (k)      | 5:21,85 | Itálie Carlo Mornati Pierpaolo Frattini Luca Agamennoni Mario Palmisano Dario Dentale Alessio Sartori Niccolo Mornati Lorenzo Carboncini Gaetano Iannuzzi (k)          | 5:23,29 | Spojené státy americké Paul Daniels Matt Deakin Steve Coppola Jr. Kenneth Jurkowski Giuseppe Lanzone Daniel Walsh Christopher Liwski Beau Hoopman Marcus McElhenney (k) | 5:24,14 |
| Skif LV LM1x                    | Spojené království Zac Purchase | 6:47,82 | Španělsko Juan Zunzunegui Guimerans | 6:50,14 | Nový Zéland Duncan Grant | 6:52,73 |
| Dvojskif LV LM2x                | Dánsko Mads Rasmussen Rasmus Quist | 6:11,42 | Itálie Marcello Miani Elia Luini | 6:14,90 | Francie Fabrice Moreau Frederic Dufour | 6:15,94 |
| Párová čtyřka LV LM4x           | Itálie Gardino Pellolio Daniele Gilardoni Luca Moncada Daniele Danesin                                                                               | 5:53,83 | Německo Kai Anspach Martin Rückbrodt Knud Lange Christoph Schregel | 5:55,87 | Francie Bastien Tabourier Quentin Colard Maxime Goisset Remi Di Girolamo                                                                                                | 5:57,42 |
| Dvojka bez kormidelníka LV LM2- | Německo Ole Rückbrodt Felix Otto | 6:28,41 | Španělsko Juan Manuel Florido Pellon Jesus Gonzales Alvarez | 6:30,17 | Itálie Andrea Caianiello Salvatore Di Somma | 6:30,64 |
| Čtyřka bez kormidelníka LV LM4- | Čína Huang Zhongming Wu Chongkui Lin Zhang Tian Jun                                                                                                  | 5:49,43 | Francie Franck Solforosi Jeremy Pouge Jean-Christophe Bette Fabien Tilliet                                                                                             | 5:51,26 | Irsko Gearoid Towey Eugene Coakley Richard Archibald Paul Griffin | 5:51,35 |
| Osma LV LM8+                    | Itálie Luigi Scala Giorgio Tuccinardi Livio La Padula Franco Sancassani Martino Goretti Michele Savrie Jiri Vlcek Fabrizio Gabriele Andrea Lenzi (k) | 5:36,35 | Německo Marc Rippel Christian Scherhag Björn Steinfurth Alexander Bernhardt Jost Schömann-Finck Matthias Schömann-Finck Lutz Ackermann Matthias Veit Felix Erdmann (k) | 5:38,48 | Polsko Tomasz Kowalik Lukasz Siemion Mariusz Stanczuk Jaroslaw Bielaszewski Szymon Wisniewski Maciej Madej Lukasz Pawlowski Cezary Mrozowicz Rafał Wozniak (k)          | 5:38,71 |

### Ženské disciplíny
| Disciplína                  | Zlato | Čas     | Stříbro | Čas     | Bronz | Čas     |
| Skif W1x                    | Bělorusko Jekatěrina Karstenová | 7:11,02 | Česko Miroslava Knapková | 7:15,02 | Švédsko Frida Svenssonová | 7:18,35 |
| Dvojskif W2x                | Austrálie Liz Kellová Brooke Pratley | 6:47,67 | Německo Britta Oppeltová Susanne Schmidtová | 6:47,95 | Nový Zéland Georgina Eversová-Swindellová Caroline Eversová-Swindellová                                                                                | 6:48,82 |
| Párová čtyřka W4x           | Spojené království Debbie Floodová Sarah Winckless Frances Houghton Katherine Grainger                                                                                 | 6:12,50 | Austrálie Catriona Sensová Sonia Millsová Dana Faleticová Sally Kehoe | 6:13,99 | Německo Christiane Huthová Magdalena Schmudeová Jeannine Hennickeová Stephanie Schillerová                                                             | 6:14,67 |
| Dvojka bez kormidelnice W2- | Kanada Darcy Marquardtová Jane Rumballová | 6:54,68 | Nový Zéland Juliette Haighová Nicky Colesová | 6:56,72 | Německo Nicole Zimmermanová Elke Hiplerová | 6:57,11 |
| Čtyřka bez kormidelnice W4- | Austrálie Robyn Selby Smithová Jo Lutzová Amber Bradley Kate Hornsey                                                                                                   | 6:25,35 | Čína Fei Yu Meng Li Tong Li Xiuhua Luo | 6:26,75 | Spojené státy americké Portia Johnsonová Erin Cafarová Esther Lofgrenová Rachel Jeffersová                                                             | 6:28,66 |
| Osma W8+                    | Spojené státy americké Brett Sicklerová Megan Cooke Anna Goodale Lindsay Shoopová Anna Mickelsonová Susan Francia Caroline Lindová Caryn Daviesová Mary Whippleová (k) | 5:55,50 | Německo Nina Wengertová Johanna Rönfeldtová Christina Gerkingová Nadine Schmultzerová Lenka Wechová Maren Derlienová Nicole Zimmermanová Elke Hiplerová Annina Ruppelová (k) | 5:57,29 | Austrálie Jo Lutzová Robyn Selby Smithová Amber Bradley Kate Hornsey Emily Martinová Sarah Cooková Kim Crowová Sarah Heardová Elizabeth Patricková (k) | 6:00,29 |
| Skif LV LW1x                | Nizozemsko Marit van Eupenová | 7:32,26 | Německo Berit Carowová | 7:33,61 | Španělsko Teresa Mas De Xaxars | 7:34,98 |
| Dvojskif LV LW2x            | Čína Dongxiang Xu Shimin Yan | 6:55,12 | Austrálie Marguerite Houstonová Amber Halliday | 6:56,57 | Řecko Chrysi Biskitziová Alexandra Tsiavouová | 6:57,14 |
| Párová čtyřka LV LW4x       | Čína Yu Hua Chen Haixia Fan Xuefei Liu Jing | 6:23,96 | Dánsko Kirsten Jepsenová Sine Christiansenová Katrin Olsenová Juliane Rasmussenová                                                                                           | 6:28,16 | Spojené království Laura Ralstonová Lindsay Dicková Hester Goodsellová Sophie Hoskingová                                                               | 6:30,02 |